# St. Regina (Drensteinfurt)

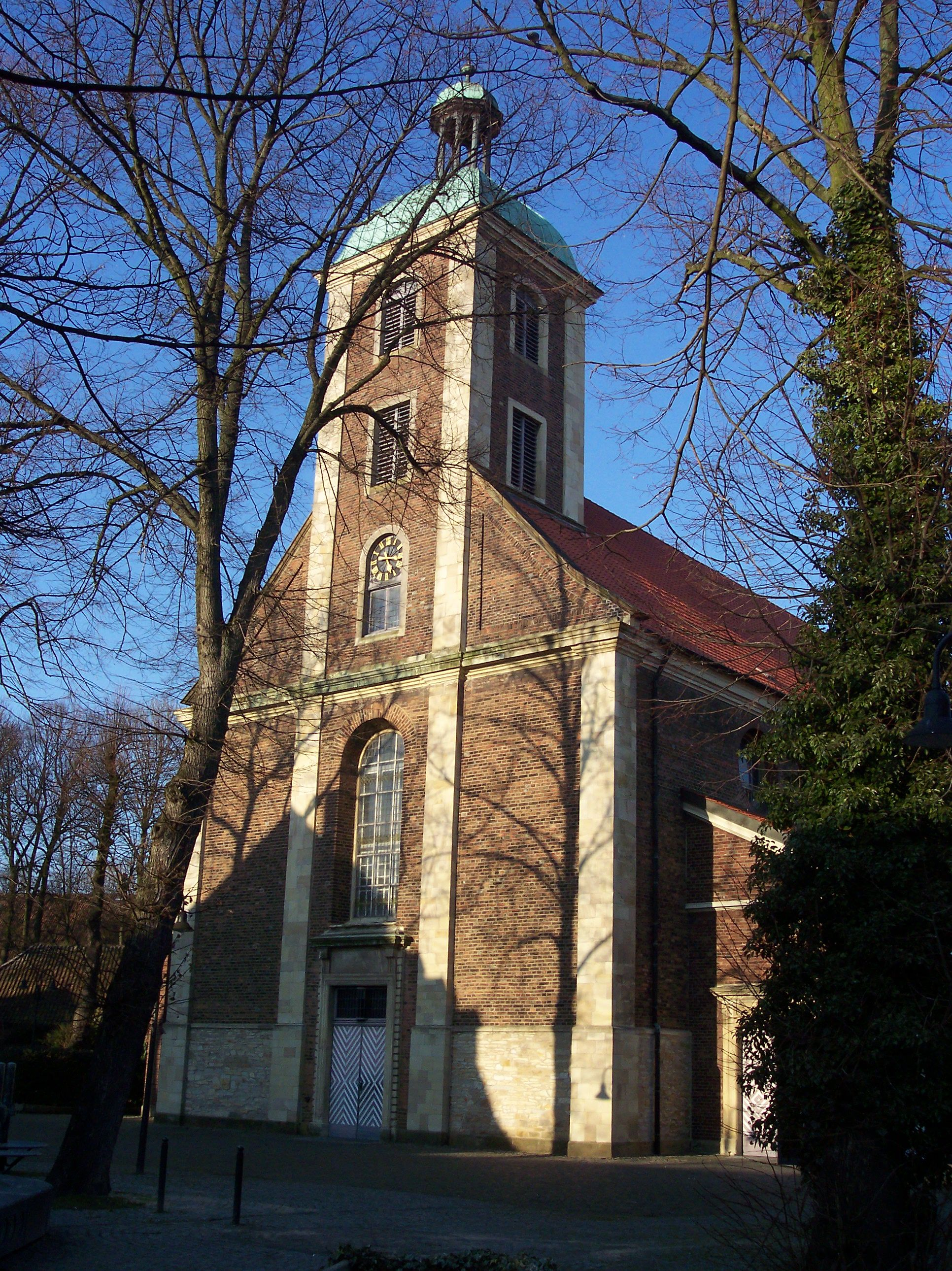
Pfarrkirche St. Regina im Ortszentrum

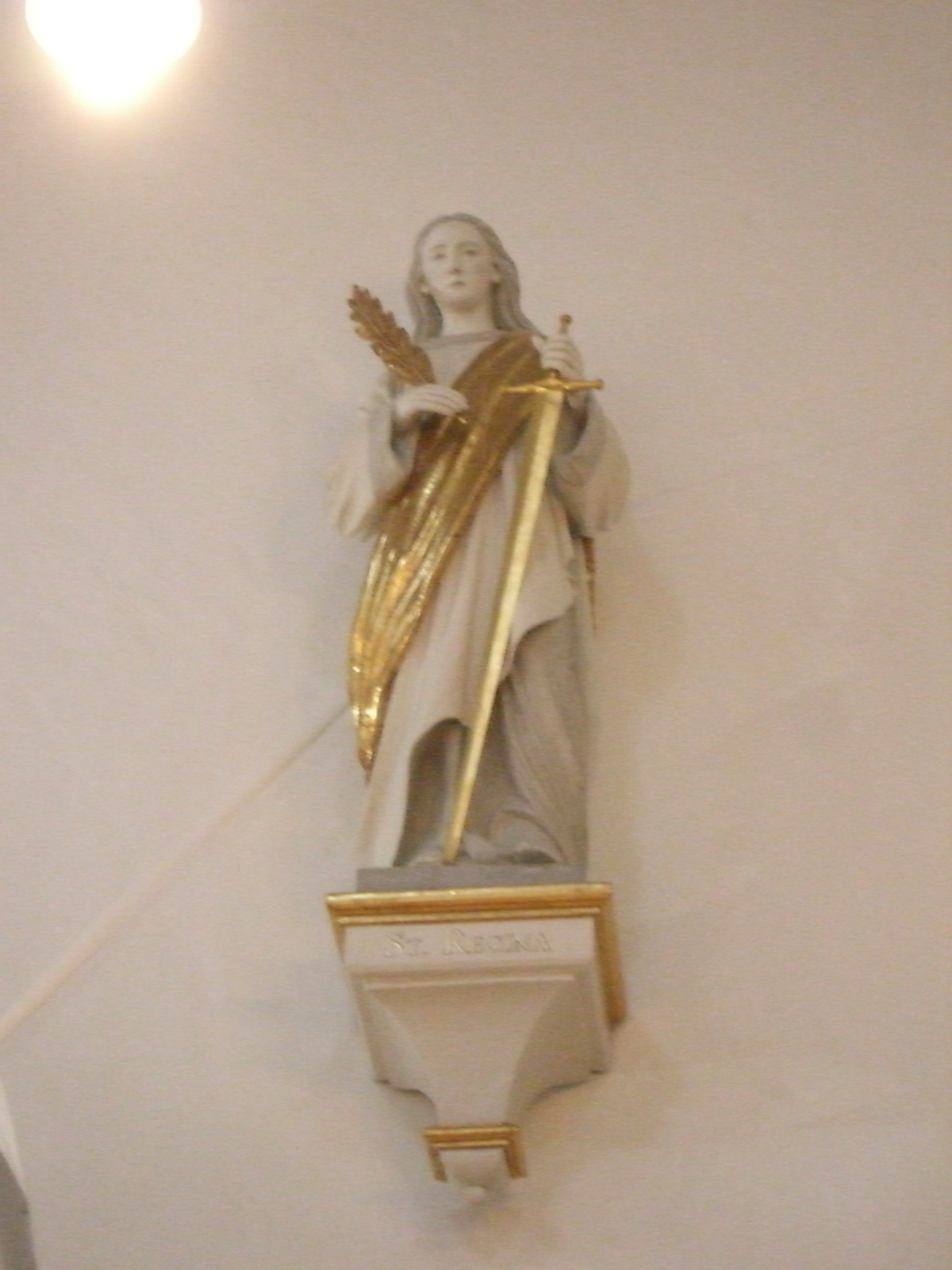
St. Regina

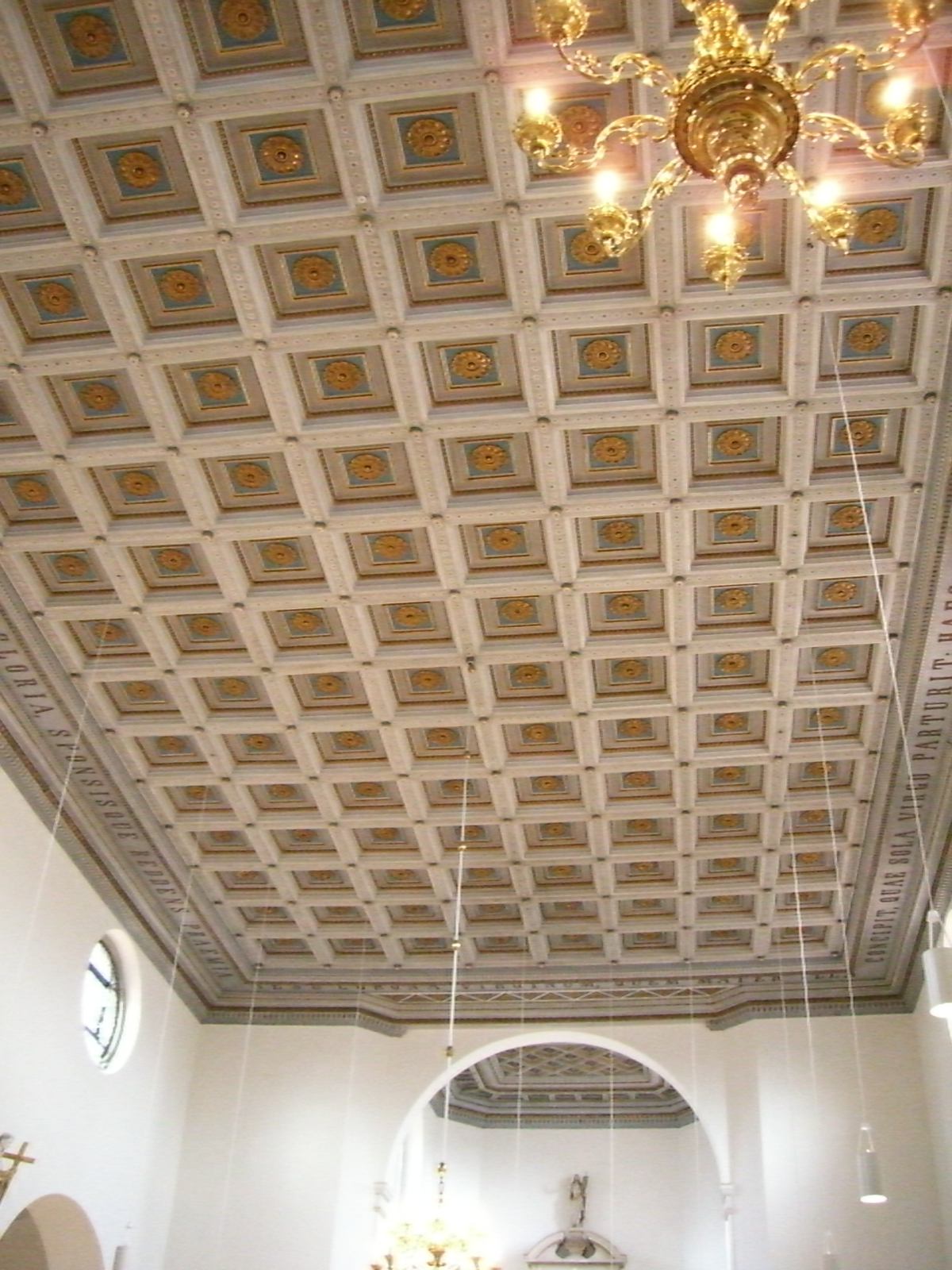
Kassettendecke

Die Pfarrkirche St. Regina ist eine der Heiligen Regina gewidmete Pfarrkirche in Drensteinfurt, Nordrhein-Westfalen. Sie wurde in den Jahren 1783 bis 1785 auf dem Fundament einer um 1170 errichteten Wehrkirche erbaut und ist ein frühes Beispiel für den Klassizismus im Kirchenbau im Bistum Münster. Um 1889/90 wurde die Kirche um zwei Seitenschiffe erweitert.

## Geschichte
Die Wehrkirche aus dem Jahre 1170 war Teil eines mittelalterlichen Gutshofes von Nachfahren des Herzogs Widukind. Aus diesem mit Wall und Graben befestigten Gutshof wurde später die Burg der Familie von Stenvorde. Die Burg verlagerte sich im Jahre 1300 nach Norden an den jetzigen Platz des Hauses Steinfurt, die Kirche blieb jedoch am alten Platz bestehen. Als schließlich die Ortsherrschaft der Familie von Rinkerode zufiel, war die alte Wehrkirche baufällig geworden. Im Jahre 1783 wurde schließlich mit dem Bau einer neuen Kirche am alten Ort begonnen. Rechtzeitig vor Beginn der französischen Revolution war der Bau vollendet, denn in dieser Zeit des Umbruchs wäre ein Kirchenneubau diesen Umfangs nicht realisierbar gewesen. So wurde im Jahre 1785 aus der ehemaligen Privatkirche der Ortsherren eine Pfarrkirche.

## Kirchenpatronat
Die auf die Familie von Rinkerode nachfolgenden herrschenden Familien von Volmestein, von der Recke und zuletzt von Landsberg blieben der Kirchengemeinde als Patron erhalten. Dieses Patronat war mit bestimmten Rechten aber auch Pflichten verbunden. Bis zum heutigen Tage bleibt die Familie von Landsberg dem Patronatsgedanken treu. Ignaz-Wessel Freiherr von Landsberg-Velen hat zum Beispiel viele Elemente des Inventars beschafft und der Kirche gestiftet.

## Renovierungen
Die ursprünglich nur aus einem Mittelschiff bestehende Kirche wurde 1889/90 um zwei Seitenschiffe erweitert, da durch den Eisenbahnbau die Stadt Drensteinfurt enorm gewachsen war. In diesen Jahren erhielt die Kirche auch eine Kassettendecke aus gestanztem Blech. Außerdem wurde die aus dem Jahre 1790 stammende und von Caspar Melchior Vorenweg erbaute Orgel restauriert.
Die letzte große Renovierung fand Ende 2007 statt. Am 12. März 2008 wurde die frisch renovierte Kirche von Weihbischof Franz-Josef Overbeck in einem Pontifikalamt feierlich eingeweiht. Es wurde ein neuer Altar geweiht, in dem ebenfalls neue Reliquien der seligen Schwester Euthymia eingesetzt worden sind. Der neue Altar wurde genau über dem alten Altar errichtet, in dem bereits Reliquien der heiligen Regina eingesetzt waren.

## Architektur
Der Kirchenbau besteht aus einem saalartigen Mittelschiff, an das sich nördlich und südlich je ein Seitenschiff mit halber Höhe anschließen. Am westlichen Ende des Langhauses befindet sich der Turm, am östlichen Ende der Chorraum. Dieser wird von einem Hochaltar, in dem sich auch der Tabernakel befindet, sowie zwei Sakristeien flankiert. Die südliche Sakristei ist eingeschossig, während die nördliche Sakristei auf Grund der dortigen Patronatsloge zweigeschossig ist.
Über dem Westportal befindet sich die zweigeschossige Orgelempore samt Orgel. Das Hauptschiff wird von mehreren Heiligenstatuen eingerahmt. Den kompletten Kirchenbau umlaufend befindet sich ein Kreuzweg, bestehend aus in die Wand eingelassenen illustrierten Steintafeln.

## Besonderheiten

### Kassettendecke
Als eine Besonderheit kann die gegen Ende des 19. Jahrhunderts erstellte Kassettendecke genannt werden, die in Westfalen einzigartig ist. Umlaufend enthält diese eine lateinische Inschrift:
| „IESU CORONA VIRGINUM, QUEM MATER ILLA CONCIPIT, QUAE SOLA VIRGO PARTURIT: HAEC VOTA CLEMENS ACCIPE. QUI PERGIS INTER LILIA, SEPTUS CHOREIS VIRGINUM, SPONSUS DECORUS GLORIA, SPONSISQUE REDDENS PRAEMIA.“ |

„Jesus, du Krone der Jungfrauen, den jene Mutter empfangen hat, die als einzige als Jungfrau geboren hat, nimm unser Flehen auf, der Du wandelst unter Lilien, umgeben von den Chören der Jungfrauen, ein Bräutigam mit Herrlichkeit geziert und Deinen Bräuten Lohn verheißest“

### Taufstein
Ebenfalls zu erwähnen ist der Taufstein, der durch alle Kriege hinweg aus dem Vorgängerbau übernommen werden konnte und wahrscheinlich noch aus dem 12. Jahrhundert stammt. Im Zuge der letzten Renovierung 2007/2008 wurde der Taufstein aus einer Nische am westlichen Ende auf einen Platz neben dem Altarraum verrückt.

### Orgel

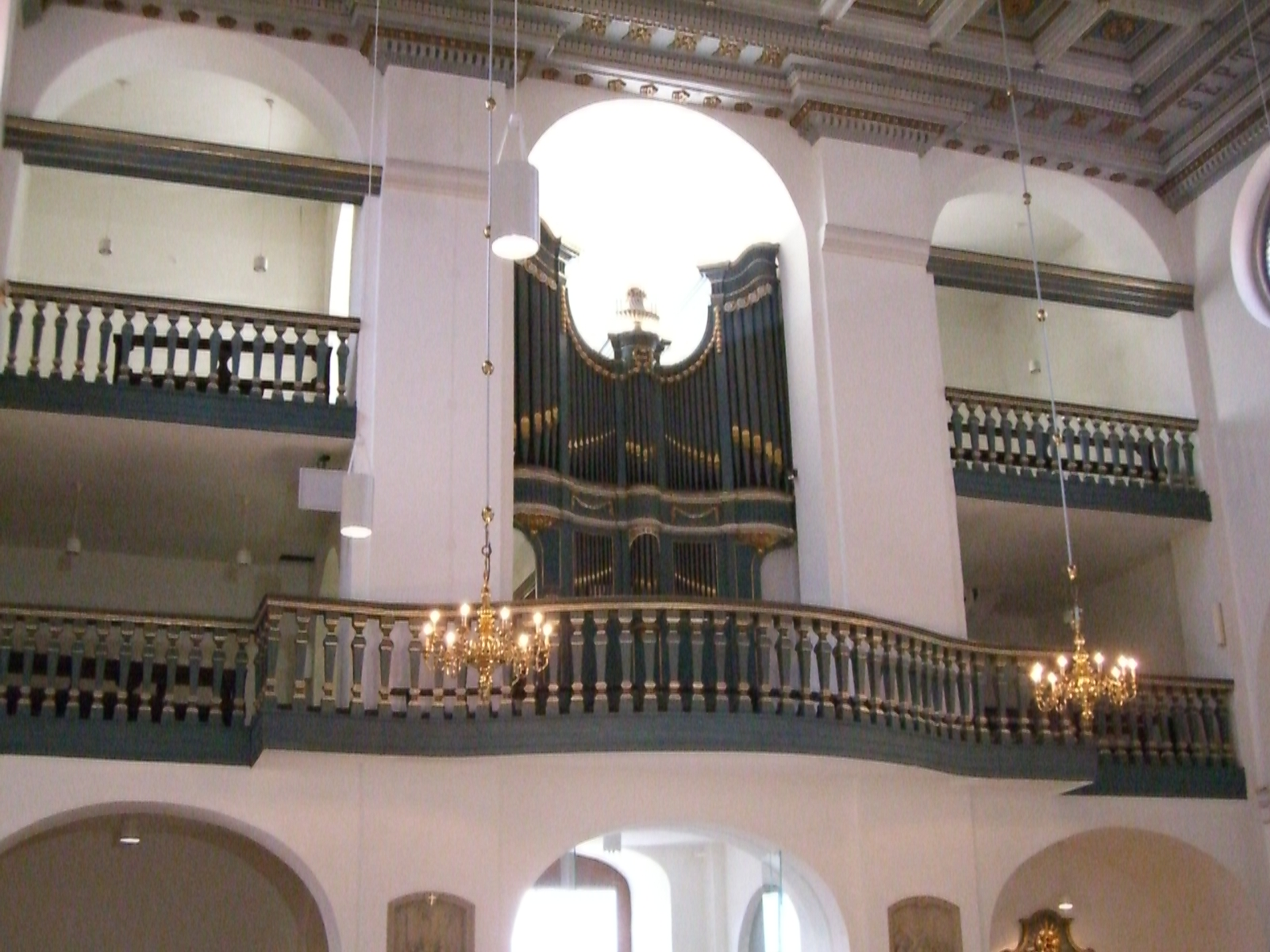
Blick auf die Orgel

Die Orgel wurde im Jahre 1789 (Jahreszahl an der Gehäuserückwand) von dem Orgelbauer Caspar Melchior Vorenweg erbaut. 1891 wurde das Instrument von dem Orgelbauer Friedrich Fleiter (Münster) umgebaut; die Register von Haupt- und Pedalwerk wurden auf neu gebaute Laden aufgestellt, das Hauptwerk um ein Register erweitert und dessen Tonumfang um 3 Töne erweitert. Die Positivwindlade blieb original und in dem alten Tonumfang C–d3 erhalten. 1974 wurde das Instrument durch den Orgelbauer Breil (Dorsten) renoviert. Breil baute die Windladen, Mechanik, Windanlage und den Spieltisch weitgehend neu, und erneuerte zudem weite Teile des Gehäuses. Das Pfeifenmaterial stammt aus teilweise aus dem Erbauungsjahr 1789, teilweise aus 1891 und aus 1974. 2015 wurde das Instrument durch die Orgelbaufirma Klais (Bonn) mit dem Ziel überarbeitet, den gewachsenen Zustand weitestgehend zu erhalten. Das Pedalregister Nachthorn 2′ wurde durch eine Trompete 8′ ersetzt.
| I Hauptwerk C–f3 |               |       |
| 1.               | Bordun        | 16′   |
| 2.               | Principal     | 8′    |
| 3.               | Hohlflöte     | 8′    |
| 4.               | Octave        | 4′    |
| 5.               | Rohrflöte     | 4′    |
| 6.               | Pastoralflöte | 2 ⁄3′ |
| 7.               | Superoctave   | 2′    |
| 8.               | Mixtur IV     | 1 ⁄3′ |
| 9.               | Trompete      | 8′    |
|                  | Tremulant     |       |

| II Unterwerk C–d3 |              |      |
| 10.               | Gedackt      | 8′   |
| 11.               | Gambe        | 8′   |
| 12.               | Flaute dolce | 4′   |
| 13.               | Octave       | 2′   |
| 14.               | Cimbel II    | 1⁄2′ |
|                   | Tremulant    |      |

| Pedalwerk C–d1 |           |     |
| 15.            | Subbass   | 16′ |
| 16.            | Octavbass | 8′  |
| 17.            | Gemshorn  | 4′  |
| 18.            | Fagott    | 16′ |
| 19.            | Trompete  | 8′  |

- Koppeln: II/I, I/P, II/P.

### Glocken
Die Kirche hat ein komplett historisches Geläut. Zwei der drei großen Glocken standen am 23. März 1942 vor dem Kirchenportal zur Abholung bereit. Sie sollten zu Rüstungsgütern umgeschmolzen werden, blieben aber erhalten. Die Kirche besitzt folgende vier Glocken:
- I. Maria, Ton cis', gegossen 1652 von Johann Fremich.
- II. Johannes der Täufer, Ton e', gegossen 1515 von Wolter Westerhues.
- III. Regina, Ton fis', gegossen 1523 von Wolter Westerhues.
- IV. Uhrglocke, Ton gis', gegossen 1483 vermutlich von Geerdt van Wou.